# Munții Sudeți

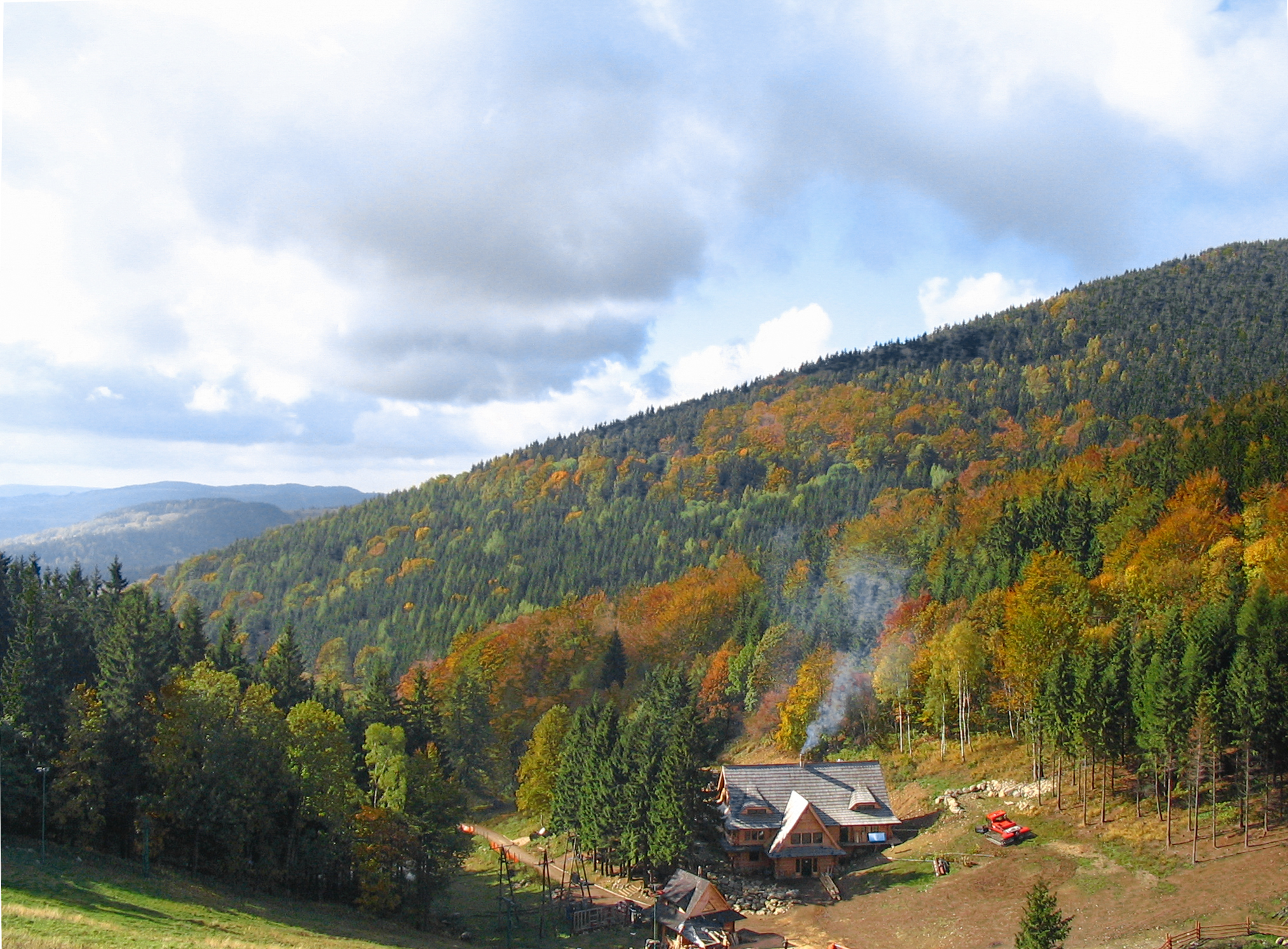
Vedere dinspre regiul Zygmuntówka, Góry Sowie

Munții Sudeți sau Sudeții (în germană Sudeten, în poloneză Sudety, în cehă Krkonošsko-jesenická subprovincie) sunt un lanț muntos în Europa Centrală, care se întinde din estul Germaniei, sudul Poloniei până în nord-estul Cehiei. Cei mai înalți munți sunt Munții Sněžka-Śnieżka din lanțul muntos Krkonoše/Karkonosze de la frontiera ceho-polonă, care au înălțimea maximă de 1602 metri.
Munții Sudeți se împart în:
- Sudeții răsăriteni
  - Munții Aurii
  - Munții Jeseníky
  - Munții Opawskie
  - Munții Śnieżnik
- Sudeții Centrali
  - Munții Bardzkie
  - Munții Bystrzyckie
  - Munții Orlické
  - Munții Owl
  - Munții Kamienne
  - Munții Stołowe
- Sudeții Apuseni
  - Lanțul Ještěd-Kozákov
  - Munții Jizera
  - Munții Kaczawskie
  - Munții Karkonosze/Krkonoše
  - Munții Lusatian
  - Munții Rudawy Janowickie

Munții Karkonosze/Krkonoše au beneficiat de investiții majore în turism în ultimii 10 ani, în special în domeniul amenajărilor pentru sporturile de iarnă. 
Printre cele mai importante orașe din zonă se numără:
- Zittau (Germania)
- Karpacz (Polonia)
- Szklarska Poręba (Polonia)
- Špindlerův Mlýn (Cehia)
- Harrachov (Cehia)

Numele Munților Sudeți este derivat din Sudeti montes, o latinizare a numelui Soudeta ore folosit de Ptolemeu în Geografia sa (Cartea 2, Capitolul 10).
Originea numelui nu este cunoscută, o ipoteză credibilă fiind aceea că și-ar avea originea în cuvântul latin "sudis" - "sudes" = spin – spini.
Munții care incluși în lanțul muntos al "Sudeților" au variat de-a lungul timpului. Mai înainte de al doilea război mondial denumirea era folosită pentru a defini Sudetenlandul, zona locuită de germanii sudeți. Acești germani, care locuiau o fâșie care se întindea de-a lungul frontierelor Boemiei, până în Silezia Germană și în Saxonia, erau urmașii coloniștilor-agricultori invitați de regii Boemiei să se așeze în zonele care până atunci avuseseră o populație compactă slavă. Adolf Hitler a schimbat în mod voit-eronat semnificația geografică a cuvântului, pentru a defini toți munții de la granița Cehoslovaciei răsăritene. Intenția sa a fost să alipească aceste teritorii la cel de-al treilea Reich, lucru pe care l-a și reușit de altfel după parafarea Acordului de la München în 1938. (Germania Nazistă a ocupat și restul Cehoslovaciei în martie 1939).
Mai în vechime, este de presupus că termenul de Sudeți se referea la zona muntoasă de frontieră nord-vestică a actualei Republici Cehe, cu o extindere probabilă spre nord. Se presupune că zona Sudeților era în antichitate parte a Pădurii Hercyniană.